# مون سوآ
مون سو-آ (کره‌ای: 문수아؛ زادۀ ۹ سپتامبر ۱۹۹۹) که با نام هنری سوآ نیز شناخته می‌شود، رپر و خوانندۀ اهل کره جنوبی است. او خواهر مون‌بین (۱۹۹۸–۲۰۲۳) و رپر اصلی گروه دخترانۀ بیلی است.